# Марузек
Марузек (пол. Marózek, нім. Klein Maransen) — село в Польщі, у гміні Ольштинек Ольштинського повіту Вармінсько-Мазурського воєводства.